# Rubens Recalcatti
Rubens Recalcatti (Videira, 23 de outubro de 1948 - Curitiba, 9 de abril de 2021), mais conhecido como Delegado Recalcatti, foi um advogado, delegado e político brasileiro. Foi deputado estadual do Paraná entre 2017 e 2021.

## Biografia
Filho de Jacob Recalcatti, nasceu em Santa Catarina e acompanhou os pais e irmãos (sete irmãos de sangue e quatro adotivos) quando estabeleceram-se em Francisco Beltrão, no Paraná. Seu pai foi delegado no sudoeste do estado e uma das pessoas envolvidas diretamente na Revolta dos Colonos de 1957. Mudou-se para Curitiba na década de 1970 e formou-se em Estudos Sociais pela Pontifícia Universidade Católica do Paraná (PUC-PR).

### Polícia
Em 1979, prestou concurso para agente investigador da Polícia Civil do Estado do Paraná e por dezesseis trabalhou nesta função. Ao concluir o curso de Direito pelo Centro Universitário Curitiba, prestou concurso para delegado em 1994 e passou a ser titular em várias delegacias do estado, como União da Vitória, Araucária e Curitiba. Destacou-se como delegado da "Divisão de Homicídios e Proteção à Pessoa", conduzindo investigações de grande repercussão.

#### Operação Aquiles
Em 2015, foi preso temporariamente pelo Gaeco a pedido da Promotoria de Rio Branco do Sul, na "Operação Aquiles". A operação investiga a morte de Ricardo Geffer, principal suspeito pelo homicídio do ex-prefeito de Rio Branco do Sul, João Dirceu Nazzari, que era primo de Rubens Recalcatti. O suspeito foi morto pela equipe liderada por Recalcatti, numa operação fora da jurisdição e sem autonomia investigativa, pois o delegado era responsável pela "Divisão de Crimes Contra o Patrimônio" (DCCP) de Curitiba, onde não havia uma investigação em andamento sobre o caso.
Em 2016, o delegado foi denunciado pelo MP-PR por abuso de autoridade e fraude processual. Em 2017, o processo foi enviado ao Tribunal de Justiça do Paraná, quando o delegado tornou-se deputado estadual, pois o cargo lhe dá a prerrogativa de foro privilegiado.

### Política
Filiado ao Partido verde (PV), concorreu ao cargo de deputado estadual em 2010, sem sucesso. Nas eleições de 2014, foi eleito primeiro suplente do PSD, com 40.358 votos. Com a eleição do deputado Chico Brasileiro a prefeitura de Foz do Iguaçu, em abril de 2017, foi empossado na ALEP. Em 2018, foi reeleito com 35.248 votos.

### Escritor
É coautor do livro “Sequestro – Modus Operandi e Estudos de Casos”, em parceria com a escritora Noely Manfredini.

## Morte
Morreu em 9 de abril de 2021 em Curitiba, aos 72 anos de idade, em decorrência de um infarto.